# Gobiomorphus breviceps
Gobiomorphus breviceps är en fiskart som först beskrevs av Stokell, 1939.  Gobiomorphus breviceps ingår i släktet Gobiomorphus och familjen Eleotridae. Inga underarter finns listade i Catalogue of Life.